# Göcsej Múzeum
Göcsej Múzeum - zostało założone w 1968 roku, jako pierwsze muzeum etnograficzne na Węgrzech. Obejmuje kompleks 50 budynków mieszkalnych i gospodarczych będących charakterystycznym typem budownictwa tego regionu. Większość obiektów pochodzi z końca XIX wieku.